# لطيفة البوحسيني
لطيفة البوحسيني هي أستاذة جامعية بكلية علوم التربية ،بالرباط، مختصة بقضايا النساء وحقوق الإنسان وعضو المكتب الوطني لكلية المواطنة للدراسات السياسية في الرباط منذ عام 2012. وهي أيضا عضو في المكتب الوطني للمنظمة المغربية لحقوق الإنسان وهي كاتبة وناشطة يسارية حاصلة على درجة الدكتوراه في التاريخ والحضارات وتاريخ الحركة النسوية في المغرب. البوحسيني هي أيضًا مدربة متخصصة في حقوق المرأة، وهي متحدثة في المجلس الوطني لحقوق الإنسان.

## سيرة ذاتية
ولدت البوحسيني في وزان وانتقلت إلى الرباط وفاس لمتابعة دراستها، ثم إلى فرنسا حيث حصلت على دكتوراه في التاريخ من جامعة تولوز حول وضع المرأة في الكتابات والتاريخ المغربي في العصور الوسطى. انضمت إلى منظمة العمل الديمقراطي الشعبي ثم اتحاد العمل النسائي.
بدأت لطيفة البوحسيني مسارها المهني في الأمانة العامة للمرأة والأسرة وإدماج المعاقين ثم رئيسة قسم في مديرية الشؤون الاجتماعية وفي مديرية وزارة التنمية الاجتماعية والأسرة والتضامن. تحولت من الإدارة إلى أستاذة جامعية في عام 2008 بالمعهد الوطني للعمل الاجتماعي في طنجة ثم إلى كلية علوم التربية بالرباط.

## مجال البحث
اهتمت لطيفة البوحسيني بموضوع المرأة، والأسرة، والزواج في أعمال المؤرخ الفرنسي جورج دوبوي (Georges Duby)، وكيفية تناوله للموضوع من خلال أبحاثه حول تاريخ العصور الوسطى في أوروبا، مع التركيز على دور المرأة والعلاقات الأسرية في المجتمع في تلك الحقبة.

## أراؤها
تعرف لطيفة البوحسيني المساواة بين المرأة والرجل على أنها تتعلق بالمساواة في الحقوق والواجبات، في المكانة والكرامة، في الولوج المتساوي للموارد والفرص، بالمساواة داخل الأسرة، في العمل، وفي الفضاء العام والحياة السياسية، ولا يتعلق الأمر بالتشابه والتطابق  
بالرغم أن الأحزاب خصصت حيزاً لقضية المرأة في برنامجها، إلا أنها لم تقدم إجراءات يمكن تفعيلها على أرض الواقع 

## مقالات
- لطيفة البوحسيني، صدى النساء في الكتابات التاريخية المغربية: حصيلة أوّلية للبحث التاريخي وخلاصاته (2023) [5]
- لطيفة اليوحسيني، قانون مغربي لمحاربة العنف ضد النساء مجلة السفير العربي 8 مارس 2018 [6]

- لطيفة اليوحسيني، النساء المغربيات يدخلن مهنة «العدول» مجلة السفير العربي 8 فبراير 2018 [7]
- لطيفة اليوحسيني، الحركة النسائية المغربية: ثلاثة أجيال وثلاثة وجوه، مجلة السفير العربي 19أبريل 2017 [8]

## مؤلفات جماعية
- Le mouvement des droits humains des femmes au Maroc : Approche historique et archivistique (PDF) (بالفرنسية). Rabat. 2014. p. 421. ISBN:978-9954-34-429-3. Archived from the original (PDF) on 2022-07-03.{{استشهاد بكتاب}}:  صيانة الاستشهاد: مكان بدون ناشر (link)
- Etat des résistances dans le Sud, Mouvements des femmes, alternatives sud 2015 , Presses universitaires de Provence | « Rives méditerranéennes »
- ELBouhsini Latifa, UNE LUTTE POUR L’ÉGALITÉ RACONTÉE PAR LES FÉMINISTES MAROCAINES [9] 2016/1 n° 52 | pages 121 à 133? ISSN 2103-4001